# Kraftwerk Porjus
Das Kraftwerk Porjus ist ein Wasserkraftwerk in der Gemeinde Jokkmokk, Provinz Norrbottens län, Schweden, das am Stora Luleälven, dem nördlichen Quellfluss des Lule älv, liegt. Ein erstes Kraftwerk wurde von 1910 bis 1915 errichtet; es wurde 1990 stillgelegt. Das neue Kraftwerk wurde von 1971 bis 1982 errichtet. Es ist im Besitz von Vattenfall und wird auch von Vattenfall betrieben. Die am linken Ufer in der Nähe des Staudamms gelegene Ortschaft Porjus entstand während der Bauzeit des ersten Kraftwerks.

## Absperrbauwerk

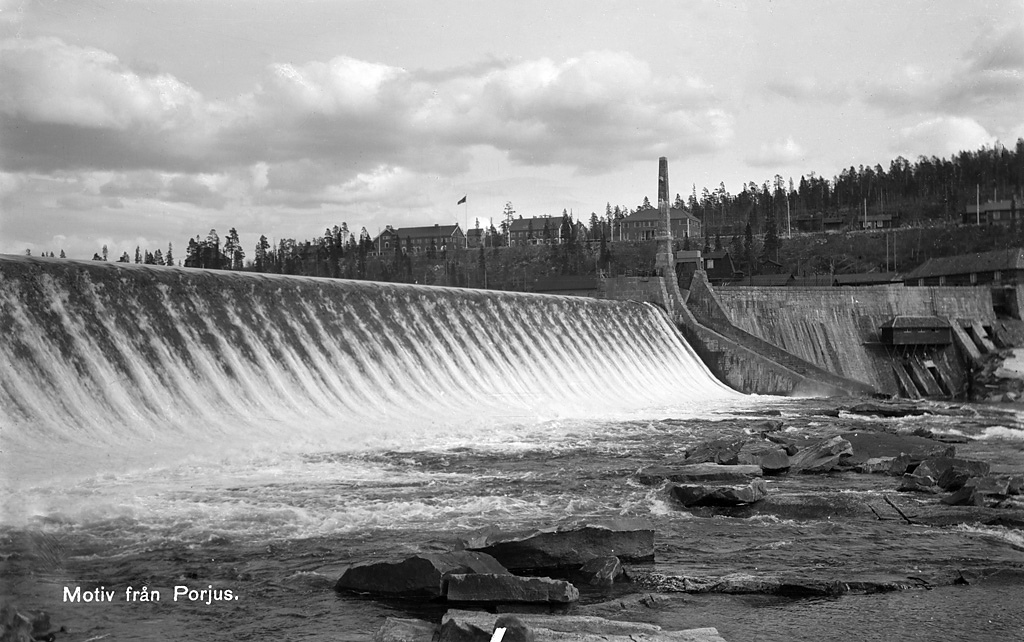
Die Staumauer des alten Kraftwerks

Das Absperrbauwerk besteht aus einem Steinschüttdamm mit einer Höhe von 25 m über der Gründungssohle. Die Dammkrone liegt auf einer Höhe von 376 m über dem Meeresspiegel. Die Länge der Dammkrone beträgt 1450 m und ihre Breite liegt bei 4,5 bis 6 m. Das Volumen des Bauwerks beträgt 680.000 m³. Die Wehranlage mit den zwei Wehrfeldern befindet sich auf der linken Flussseite.
Bei der Errichtung des neuen Kraftwerks wurde die ursprüngliche Staumauer durch einen Steinschüttdamm mit einem Kern aus undurchdringlichem Material erweitert; die alte Staumauer liegt seitdem innerhalb des Steinschüttdamms.
In den 1980er und 1990er Jahren traten Senklöcher an der Dammkrone auf. Von 1993 bis 1994 wurden Untersuchungen durchgeführt, die zu dem Ergebnis kamen, dass Erosion im Damminneren die Ursache dafür ist. Die Sinklöcher wurden durch eine Mischung aus Bentonit, Sand und Zement verschlossen.

## Stausee
Der Stora Luleälven durchfließt den See Stora Lulevatten. Durch den Staudamm, der am Abfluss des Stora Luleälven aus dem Stora Lulevatten errichtet wurde, wurde der See zusätzlich aufgestaut. Bei einem Stauziel von 371,3 (bzw. 372) m erstreckt sich der Stausee über eine Fläche von rund 163 (bzw. 183) km² und fasst 632 Mio. m³ Wasser.

## Kraftwerk

### Altes Kraftwerk

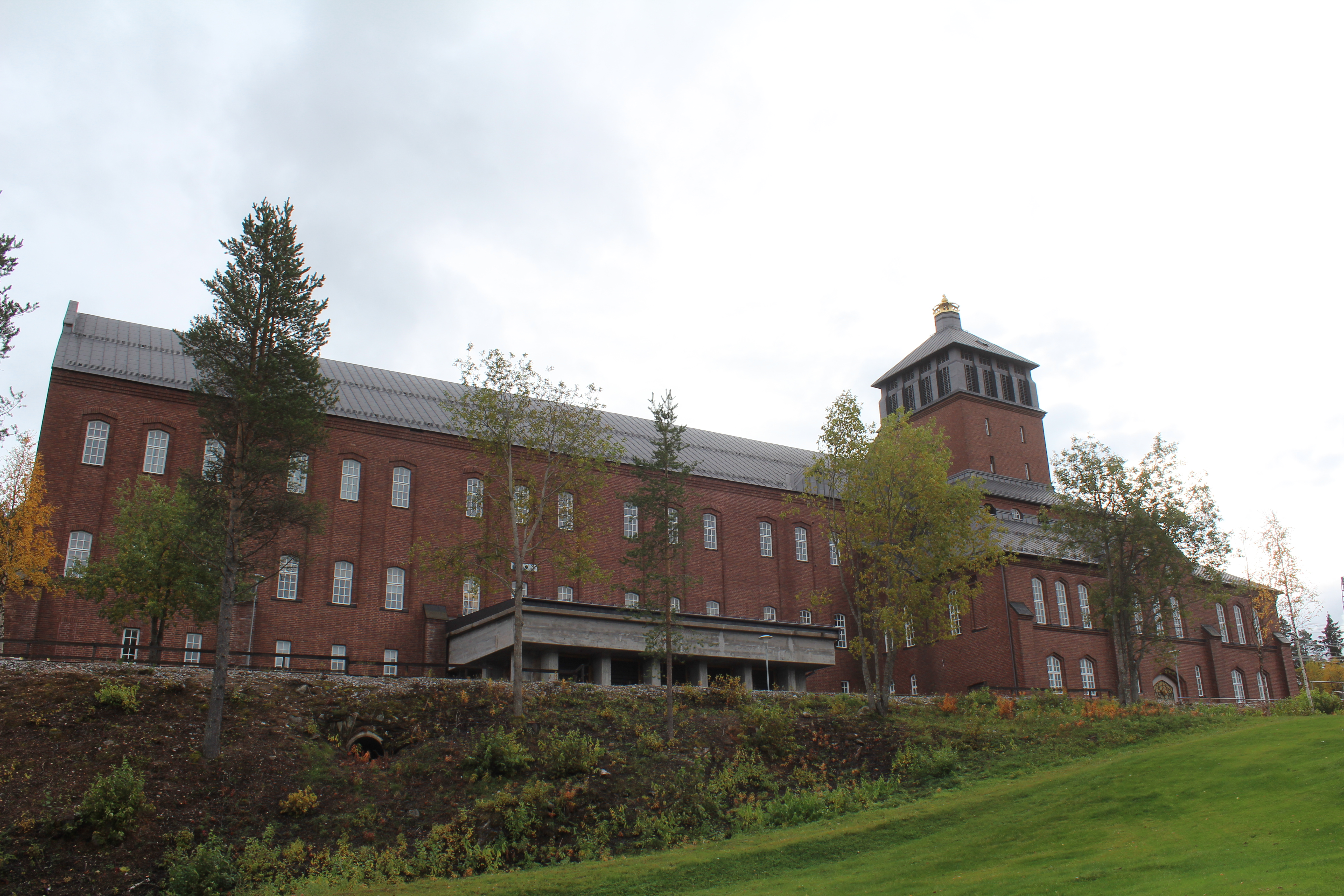
Das alte Kraftwerksgebäude

Mit dem Bau des ersten Kraftwerks wurde 1910 begonnen; es ging 1915 mit vier Maschinen in Betrieb. Das Kraftwerk wurde errichtet, um die Erzbahn zwischen Luleå und Narvik elektrifizieren zu können.
Zwischen 1917 und 1920 kamen zwei weitere Maschinen hinzu, zwischen 1927 und 1931 wurde eine weitere und in den 1940er Jahren wurden nochmals zwei Maschinen installiert.
Die Maschine Nr. 9 wurde 1947 von Kværner geliefert. Sie leistete bei einer Fallhöhe von 55 m 27,57 MW. Die Nenndrehzahl der Turbine lag bei 214 Umdrehungen pro Minute.
Im Jahr 1952 wurde die Maschine Nr. 3 erneuert; die neue Turbine wurde von Kværner geliefert und leistete bei einer Fallhöhe von 54 m 17 MW. Die Nenndrehzahl lag bei 250 Umdrehungen pro Minute.
Das Kraftwerk wurde 1990 stillgelegt, nachdem das neue Kraftwerk in Betrieb gegangen war.

### Neues Kraftwerk
Mit dem Bau des neuen Kraftwerks wurde 1972 begonnen; es ging 1975 (bzw. 1978) mit der ersten Maschine in Betrieb; die zweite Maschine wurde 1982 in Betrieb genommen. Das Kraftwerk verfügt über eine installierte Leistung von 430 (bzw. 440 465 478 oder 520) MW. Die durchschnittliche Jahreserzeugung liegt bei 1220 (bzw. 1233 1290 oder 1880) Mio. kWh. Die Fallhöhe beträgt 59 (bzw. 59,3 59,5 oder 60) m. Der maximale Durchfluss liegt bei 800 (bzw. 940) m³/s.
Die beiden Francis-Turbinen wurden von Kværner geliefert und leisten jeweils 235 (bzw. 240 oder 241,2) MW; die zugehörigen Generatoren leisten jeweils 267 MVA. Die Nenndrehzahl der Turbinen liegt bei 83,3 Umdrehungen pro Minute.

## Versuchszentrum
Das Versuchszentrum in dem alten Kraftwerksgebäude wurde 1994 gegründet. In ihm sind eine Francis-Turbine (U8) und eine Kaplan-Turbine (U9) installiert; U8 ging 1997 und U9 im folgenden Jahr in Betrieb. Beide Turbinen leisten jeweils etwa 10 MW. Die Fallhöhe beträgt 55 m. Der Durchfluss liegt bei etwa 10 m³/s je Turbine.
Der Generator der Turbine U8 leistet 11 MVA, seine Nennspannung beträgt 10 kV, der Nennstrom 635 A und die Nenndrehzahl der Turbine liegt bei 428,6 Umdrehungen pro Minute.
Der Generator der Turbine U9 ist ein Hochvoltgenerator mit einer Nennspannung von 45 kV, der ohne einen zwischengeschalteten Leistungstransformator direkt mit dem Stromnetz verbunden ist. Das Laufrad von U9 verfügt über 6 Schaufeln.